# Hartford (Dakota du Sud)
Pour les articles homonymes, voir Hartford.
Hartford est une ville américaine située dans le comté de Minnehaha, dans l'État du Dakota du Sud. La ville est fondée en 1878 sous le nom de Oakesville. Elle prend par la suite le nom de Hartford, en référence à la ville du Connecticut, et devient une municipalité en 1896.

## Démographie
| 1900 | 1910 | 1920 | 1930 | 1940 | 1950 |
| ---- | ---- | ---- | ---- | ---- | ---- |
| 423  | 648  | 677  | 628  | 647  | 592  |

| 1960 | 1970 | 1980  | 1990  | 2000  | 2010  |
| ---- | ---- | ----- | ----- | ----- | ----- |
| 688  | 800  | 1 207 | 1 262 | 1 844 | 2 534 |

Selon le recensement de 2010, Hartford compte 2 534 habitants. La municipalité s'étend sur 2,27 milles carrés (5,88 km2).